# Музеи Московского Кремля
Музе́и Моско́вского Кремля́ (ММК, Государственный историко-культурный музей-заповедник «Московский Кремль») — государственное музейное учреждение, расположенное в Московском Кремле. Состоит из следующих музеев: Оружейной палаты, Успенского, Архангельского и Благовещенского соборов, Патриарших палат, церкви Ризоположения, церквей Большого Кремлевского дворца, Музея истории Московского Кремля и смотровой площадки в колокольне «Иван Великий», а также выставочных залов в Успенской звоннице и Одностолпной палате Патриарших палат.
В современном виде учреждение образовалось в 1991-м году на базе Государственных музеев Московского Кремля.
В 2019 году Музеи Московского Кремля заняли 17-е место в числе самых посещаемых музеев мира, приняв 3,101,500 посетителей.
По состоянию на 2025 год собрание Музеев Московского Кремля насчитывает более 160 тысяч памятников истории, культуры и искусства. Из них в состав постоянных экспозиций музеев входит около девяти тысяч экспонатов. Общие хронологические рамки достаточно широки — с конца III тысячелетия до нашей эры по наше время, но основная часть музейного фонда относится к периоду русского средневековья и Нового времени.

## История

### Формирование нового музея

#### Становление нового музея в ведении Наркомпроса
После революции 1917 года осенью 1918 года Оружейная палата перешла от ликвидированного Дворцового ведомства в ведение отдела по делам музеев и охране памятников искусства и старины Народного комиссариата просвещения РСФСР. В музей передаются ящики и сундуки с многчисленными предметами изъятыми из дворцов и музеев западных районов страны, а также у частных лиц. К весне 1919 года положение музея становится катастрофическим: экспозиционные залы были загромождены складированными неразобранными ящиками и сундуками и не работали, на протяжение двух зим помещение музея не отапливалось, температура доходила до 3-4-х градусов тепла, что могло привести к гибели музейных предметов, не было необходимого количества сотрудников.
Для управления работой музея в 1919 году вводится должность заведующего. Первым заведующим Оружейной палаты в новом государстве стал Михаил Сергеевич Сергеев, собравший новую команду сотрудников: Н.Н. Померанцева, В.Т. Георгиевского, В.К. Клейна, Ф.Я. Мишукова, М.Н. Левинсон-Нечаеву, М.М. Постникову-Лосеву, Т.Г. Гольдберг и др. К апрелю 1922 года штат состоит уже из 20 человек. Новый коллектив занимается описанием поступивших в музей экспонатов. В 1921 году была подготовлена и открыта первая постреволюционная выставка — «Эмали в собрании Оружейной палаты». Сотрудники музея начали вести научную работу. К концу 1921 года были подготовлены к печати: «Каталог выставки эмалей», «Каталог выставки тканей XVIII в.», «Опись предметов, поступивших из Патриаршей ризницы и национализированных церквей и монастырей», «Опись вышивок и шитья XVIII в.», издан ряд научных статей.
В 1922-м правительство выпустило новое Положение о музее, согласно которому новый музей получил название Государственный музей декоративного искусства «Оружейная палата». Помимо Оружейной палаты в музейный комплекс вошли все храмы, монастыри и церкви Московского Кремля и Дом Боярина XVII века. Создаётся Учёный совет. В новых социально-политических условиях формируется новая концепция музея — новый музей был призван представить историю русского и зарубежного декоративно-прикладного искусства, акцентируя внимание на мастерстве исполнения произведений. Начинается процесс музеификации храмов, монастырей и церквей — в концепции экспозиции подчеркивается бытовое и декоративное значение памятников, избегаются упоминания об их культовом назначении.
Началом одного из самых драматических периодов в истории нового музея Московского Кремля стала работа Комиссии особо уполномоченного ЦИК СНК по учету и сосредоточению ценностей придворного ведомства в январе-сентябре 1922 года. Комиссия начала работу с просмотра и оценке коронных ценностей. По воспоминаниям Дмитрия Дмитриевича Иванова, назначенного на должность заведующего в апреле 1922 года, после скоропостижной смерти М.С. Сергеева, сотрудники музея испытывали “в самой тяжелой форме удручающий гнет крайне резких притязаний Гохрана”, комиссию не интересовала историческая или художественная значимость того или иного экспоната, она оценивала только его материальную стоимость, “безоглядно требуя обезличения и скорейшего использования драгоценных металлов и камней”. Огромный ущерб соборам был нанесен в 1922 году изъятием ценностей в Помгол. Заведующие М.С. Сергеев и Д.Д. Иванов добивались сохранения музейных ценностей, в результате чего удалось отстоять многие экспонаты. Борьба за возвращение изъятых экспонатов продолжалась и после завершения работы комиссии. С августа 1923 по июнь 1924 года в музей было возвращено 39.758 предметов (в том числе 22.243 монеты нумизматической коллекции).
В июле 1924 года создаётся Объединённый музей декоративного искусства. В его состав вошли Оружейная палата, Памятники Кремля, Дом Боярина XVII века, а в качестве филиалов — Музей мебели, Музей фарфора и Музей игрушек, созданные в начале 1920-х. Все музеи, кроме Музея мебели, имели общее административное управление, однако сохраняли местное руководство.
Продолжаются процессы изъятия музейных предметов с целью их продажи, вульгаризации научно-экспозиционной работы, сокращения музейных площадей в Московском Кремле. Происходит уничтожение кремлевских монастырей. Параллельно продолжается активная научная работа и в 1925 году издается первый сборник научных трудов сотрудников музея. К 1929 году практически готов так и не вышедший в свет второй сборник.
В 1928 году из-за изменившейся культурной политики властей Музей мебели был расформирован, а музеи фарфора и игрушек получили финансовую самостоятельность. Официальные положения о реорганизации музея были опубликованы в июле 1929 года.

#### Музей в ведении Комитета по заведованию учёными и учебными учреждениями при ЦИК СССР
С 1 декабря 1929 года освобождается от занимаемой должности директор музея Д.Д. Иванов. 13 января 1930 года он уходит из жизни.
1930-е годы были трагическими в истории формирования нового музея. В 1932 году музей передали в ведение Комитета по заведованию учёными и учебными учреждениями при ЦИК СССР. На должность директора музея один за другим назначаются люди, не имевшие ни образования, ни навыка музейной работы. Музейная структура изменяется, штат значительно сокращается, увольняются почти все ведущие научные сотрудники, часть из них подвергается репрессиям. В 1934 году по так называемому «Кремлевскому делу» был арестован заместитель директора по научной работе В.К. Клейн. Научная работа в музее практически останавливается. Доступ посетителей в музей, находящийся на закрытой территории Московского Кремля, крайне ограничен, однако работы по реэкспозиции музейных залов в духе новой идеологии продолжались.
В 1933-м году в состав музея вошёл мемориальный кабинет Владимира Ленина, который был расположен в Московском Кремле. В это же время Дом Боярина XVII века был передан в управление Историческому музею.

#### Отдел Управления Комендатуры Московского Кремля
В 1938 году Комитет по заведованию учёными и учебными учреждениями при ЦИК СССР был расформирован, а Оружейная палата и музеи-соборы были переданы Управлению Комендатуры Московского Кремля (УКМК) в качестве Отдела сохранения исторических ценностей и памятников Московского Кремля. Музей теряет административную самостоятельность в качестве учреждения культуры, лишается самостоятельного финансирования, делопроизводства и возможности формировать кадровый состав — все вопросы решались руководителями комендатуры.
В 1938-1939 годах в музее работает Комиссия по учету музейного имущества и материальных ценности Государственной Оружейной палаты и Памятников Кремля. Она отмечает ряд недостатков в постановке учета и хранения. Под руководством заведующего отделом Н.Н. Захарова в 1940 году начинается работа по составлению новой учетной документации, актуальной по настоящее время.
Решительные действия коменданта Кремля комбрига НКВД Н.К. Спиридонова позволили в течение 9 дней после начала Великой Отечественной войны организовать эвакуацию 75 % музейных экспонатов Московского Кремля в Свердловск, а также маскировку территории Московского Кремля на случай вражеских бомбардировок. В период эвакуации продолжалась начатая еще перед войной работа по созданию единой охранной описи всех коллекций музея. 20 февраля 1945 года коллекции вернулись в Москву, а уже 17 апреля музеи приняли первых посетителей.
После 1953 года начинается процесс изменения общественно-политической ситуации в стране. В 1954 году начинается подготовка к открытию Московского Кремля для свободного доступа посетителей. Летом 1955 года Московский Кремль принял первых экскурсантов. С этого времени начинается процесс возрождения музея.
В 1954 году был издан сборник научных трудов «Государственная Оружейная палата Московского Кремля» под редакцией С.К. Богоявленского и Г.А. Новицкого. Опубликованные в нем статьи научных  сотрудников Н.В. Гордеевой, М.М. Постниковой-Лосевой, Т.Г. Гольдберг и др., имели огромное значение для изучения основных коллекций музея и не утратили своей научной актуальности поныне.
В середине 1950-х годов создаются новые экспозиции в Оружейной палате и музеях-соборах, разрабатываются методики экскурсоведения. Значительно увеличивается штат музея. Все это подготовило новое, коренное изменение в развитии музея, которое произошло в 1960 году.

### Самостоятельное учреждение

#### Государственные музеи Московского Кремля
Организация Государственные музеи Московского Кремля была создана в 1960 году на основании Постановления ЦК КПСС и Совета Министров СССР от 5 февраля 1960 года. Согласно указу, Оружейная палата и соборы Московского Кремля выходили из состава Комендатуры и образовывали самостоятельное учреждение в ведении Министерства культуры СССР. 9 апреля 1960 года был подписан Акт о передаче зданий и имущества из Комендатуры на баланс музея..
В течение апреля 1960 года происходят назначения на основные руководящие должности музея. Директором назначается И.И. Цветков. Музею возвращается должность заместителя директора по научной работе. Её занимает В.Н. Иванов, работавший в музее в 1920-х — 1930-х годах. В штат впервые вводятся должности Главного хранителя — Н.Н. Захаров и Главного архитектора — В.И. Федоров. Всего на 12 апреля 1960 года в музее насчитывалось 99 сотрудников из них 32 научных сотрудника, 1 библиотекарь и 2 реставратора.
В последующие несколько лет происходят постоянные изменения, идет поиск оптимальной структуры музея. Создаются новые структурные подразделения — в 1961 году создается отдел ВОХР, Научный архив, Научная библиотека и др. 1 апреля 1963 года утверждается структура и штат музея, а 5 сентября Положение о Государственных музеях Московского Кремля, действовавшее до августа 1975 года.
В августе 1975 года утверждается новая структура Государственных музеев Московского Кремля, которая более соответствовала новому этапу развития музея и задачам, стоявшим перед ним. Прошедшая в начале 1970-х годов проверка работы музея Комиссией Министерства Культуры СССР, показала, что необходимо значительно улучшить работу по учету и хранению экспонатов, поднять её на новый качественный уровень. С этой целью существовавший ранее отдел хранения и учета был разделен на отдел фондов и отдел учета экспонатов и экспертизы драгоценных металлов. С целью улучшения учета, хранения и использования архивных и библиотечных фондов на базе Научного архива и Научной библиотеки создается отдел рукописных, печатных и графических материалов. Создание отдела выставочной и издательской работы способствовало развитию этих направлений деятельности музея.
1970-1980-е годы становятся временем бурного развития музея буквально во всех направлениях его деятельности. На совершенно новый уровень поднимается работа по учету, хранению и реставрации экспонатов и архитектурных памятников Московского Кремля. Достичь этого было бы невозможно без углубления знаний о хранящихся в музее предметах. В этот период практически все научные сотрудники хранительских отделов в той или иной степени занимаются научными изысканиями. Растет количество научных докладов и публикаций. C 1973 года издаются сборники «Материалы и исследования» Музеев Московского Кремля. Возрастает значение музея как научного центра. Официально этот факт констатируется в 1986 году присвоением музею статуса научно-исследовательского учреждения.
Конец 1970-х и первая половина 1980-х годов отмечены проведением крупнейших в истории музея научно-реставрационных работ как в музеях-соборах так и в Оружейной палате.
В 1986 году открывается реэкспозиция Оружейной палаты, существующая до сих пор, а в мае 1987 года в Патриаршем дворце открывается Музей прикладного искусства и быта XVII века.

#### Современность
В 1991 году музей был преобразован в Государственный историко-культурный музей-заповедник «Московский Кремль». Во исполнение Указа Президента Российской Федерации от 7 апреля 2001 г. разрабатывается и Постановлением Правительства от 19 июля 2001 г. утверждается «Устав федерального государственного учреждения «Государственный историко-культурный музей-заповедник «Московский Кремль».
В соответствии с новым Уставом неизменными остаются основные функции музея — хранение, изучение и популяризация музейных предметов и коллекций. Музей остается самостоятельной некоммерческой организацией в ведении Министерства культуры, однако Правительство Российской Федерации принимает на себя функции учредителя музея как особо ценного объекта культурного наследия народов России, обеспечивая правовые и материально-технические условия его деятельности, необходимые для сохранности, целостности и неотчуждаемости фондов музея.
Для осуществления общего руководства музеем вводится должность Генерального директора. В апреле 2001 г. на нее назначается Елена Юрьевна Гагарина.  Назначение Генерального директора  производится Правительством Российской Федерации по представлению Министерства культуры России.
При учреждении открылся лекторий, в котором регулярно проводятся лекции по истории, культуре, искусству, религии и литературе.
В 2016 году правительством Москвы был подписан указ о даровании Музеям Московского Кремля здания Средних торговых рядов на Красной площади. После окончания реставрации здания Средних торговых рядов и строительства нового корпуса, вписанного в периметр исторической постройки, во второй половине 2020-х годов запланировано открытие нового музея — К5.

## Музеи
| Фото | Название                                         | Описание |
| ---- | ------------------------------------------------ | --- |
|      | Оружейная палата                                 | Коллекция Оружейной палаты начала формироваться в XIV—XV веках как частная сокровищница великих московских князей и царей. С того же времени для размещения драгоценностей было выделено отдельное здание между Архангельским и Благовещенским соборами Московского Кремля. При Петре I Царская мастерская палата, Казённый двор и Конюшенная казна были объединены под единым названием «Мастерская и Оружейная палата». С 1806 года Оружейная палата функционирует как музей. По состоянию на 2018 год экспозиция музея включает более 4 тысяч экспонатов XII—XIX веков: коллекцию оружия, серебряных и золотых изделий, предметы из кремлёвских мастерских, подношения иностранных послов, а также коллекцию карет из бывшего Конюшенного дворца. |
|      | Алмазный фонд                                    | (Располагается в здании Оружейной палаты, однако официально не входит в состав Музеев Московского Кремля) Алмазный фонд был основан при Петре I, однако большая часть экспонатов вошла в коллекцию при правлении Елизаветы Петровны и Екатерины II. В это время собрание состояло из драгоценностей семьи Романовых, а также царских регалий. 2 ноября 1967 года при Оружейной палате открылась выставка Алмазного фонда СССР. Изначально предполагалось, что она продлится до 1968-го, однако из-за повышенного интереса публики к выставляемым экспонатом было принято решение о сохранении экспонатов на постоянной основе. С этого же времени в состав собрания стали входить образцы из российских месторождений и работы современных ювелиров. |
|      | Успенский собор                                  | Здание собора было построено в 1475—1479 годах архитектором Аристотелем Фиораванти. Являлся главным кафедральным собором Российской Империи до революции 1917-го. В 1955 году был открыт в статусе музея. В соборе находятся усыпальницы всех патриархов первого патриаршего периода за исключением Никона и Игнатия. |
|      | Архангельский собор                              | Архангельский собор возведён в 1505—1508 годах итальянским архитектором Алевизом Новым на месте старого собора XIV века. В соборе находится 54 погребения, в том числе великих князей, начиная с Ивана Калиты и заканчивая императором Петром II. Рядом располагаются захоронения Дмитрия Донского, мощи Михаила Черниговского, царевича Дмитрия Угличского, а также рака с мощами преподобной Евфросинии Московской. В 1928-м в крипту были перенесены захоронения женщин из династий Рюриковичей и Романовых. В пристройке с южной стороны собора действует экспозиция, посвящённая Вознесенскому монастырю. |
|      | Благовещенский собор                             | Собор был возведён в 1489 году под руководством псковских мастеров Кривцова и Мышкина на месте домовой церкви XIII века. Последний раз храм перестраивался при Иване Грозном в 1560-е годы. В 1836-м в южной части храма был построен придел во имя святого Николая Чудотворца, а спустя шесть лет собор соединили переходом с новым зданием Большого Кремлёвского дворца. Собор приобрёл статус музея в 1955 году. В нём представлен древнейший в России высокий иконостас, выполненный по рисунку Николая Султанова в XIX веке. |
|      | Патриаршие палаты и церковь Двенадцати апостолов | Комплекс зданий Патриарших палат был построен в 1635—1656 годах мастерами Антипом Константиновым и Баженом Огурцовым. Инициатором строительства стал патриарх Никон. После упразднения патриаршества в 1721-м в палатах была размещена Московская Синодальная контора. Открытие патриарших палат как музея состоялось в 1961 году. В музее экспонируются личные вещи патриархов и членов царской семьи, иконы, ювелирные украшения и посуда. |
|      | Церковь Ризоположения                            | Церковь была построена в 1484—1485 годах артелью псковских мастеров, которые также руководили постройкой Благовещенского собора Московского Кремля. Возведение состоялось в память об успешной битве московских войск против нашествия Мазовши. До середины XVII века церковь служила домовым храмом московских митрополитов и патриархов. Церковь приобрела музейный статус после реставрации архитектора Л. А. Петрова в 1950-е годы. По состоянию на 2018-й в ней представлены предметы резной деревянной скульптуры XV—XIX веков, привезённые из Москвы, Новгорода, Ростова, а также монастырей Русского Севера. Также в музее экспонируются образцы церковного искусства.                                                                       |
|      | Колокольня «Иван Великий»                        | Колокольня была построена в 1505—1508 годах по проекту архитектора Бона Фрязина. Столб увенчали небольшим куполом, а в одном из ярусов построили церковь Иоанна Лествичника. Музей истории Кремля был открыт в 2008 году. По состоянию на 2018-й в нижнем этаже расположен выставочный зал, а в верхних помещениях — Музей истории архитектурного ансамбля Московского Кремля. Ансамбль включает в себя столб колокольни, звонницу и Филаретову пристройку. |
|      | Подземный музей археологии Чудова монастыря      | На реконструкции. |
|      | К5                                               | Строится. |

## Выставочная деятельность
Музеи Московского Кремля проводят активную выставочную деятельность в коллаборации как с российскими, так и с зарубежными музеями и частными коллекциями.
Так, в 2014 году в Одностолпной палате Патриаршего дворца и выставочном зале Успенской звонницы проведены временные выставки «Индия. Драгоценности покорившие мир» и «Чарльз Ренни Макинтош: манифест нового стиля», в 2016 году проведены временные персональные выставки работ советско-американского скульптора и ювелира Василия Коноваленко «Во власти камня» и современного российского ювелира Ильгиза Фазулзянова «Драгоценности, вдохновлённые природой», в 2017 году проведены временные выставки «За гранью воображения. Сокровища императорской Японии XIX — начала XX века из коллекции профессора Халили» и «Владыки Океана. Сокровища Португальской Империи XVI—XVIII веков», в 2018 году проведены временные выставки «Династия Мин: Сияние Учёности», посвящённая коллекции работ XIV—XVII веков из Шанхайского музея и «Bulgari. Очарование женственности. Великолепие Римских драгоценностей», в 2019 году проведена временная выставка «Сокровища императорского дворца Гугун. Эпоха процветания Китая в XVIII веке» из собрания музея Запретного города в Пекине, в 2020—2021 годах проведена временная выставка «Карл Фаберже и Фёдор Рюкерт. Шедевры русской эмали», на которой экспонировалось более 400 произведений из государственных и частных собраний России и Великобритании.

## Директора и руководители музея
- 1919—1922 Михаил Сергеев — заведующий Оружейной палаты в ведении отдела по делам музеев и охране памятников искусства и старины Наркомпроса; 1922 — заведующий «Государственного музея декоративного искусства Оружейная палата»;
- 1922—1924 Дмитрий Иванов — заведующий «Государственного музея декоративного искусства Оружейная палата»;
- 1924—1929 Дмитрий Иванов — директор Государственного музея (впоследствии Объединённого музея) декоративного искусства;
- 1929 Лазарь Вайнер — исполняющий обязанности директора Государственной Оружейной палаты;
- 1929—1930 Михаил Карапетян — директор Государственной Оружейной палаты;
- 1930—1935 Сергей Манахтин — директор Государственной Оружейной палаты;
- 1935—1938 Куприян Маслов — директор Государственной Оружейной палаты;
- 1939—1956 Николай Захаров — заведующий отделом сохранения исторических ценностей и памятников Московского Кремля УКМК; организатор эвакуации музеев Кремля в Свердловск вместе с комендантом Кремля Н. К. Спиридоновым;
- 1956—1960 Анатолий Андреев — заведующий отделом сохранения исторических ценностей и памятников Московского Кремля УКМК;
- 1960—1972 Иван Цветков — директор Государственных музеев Московского Кремля;
- 1972—1976 Николай Немиров — директор Государственных музеев Московского Кремля;
- 1977—1987 Михаил Цуканов — директор Государственных музеев Московского Кремля;
- 1987—2001 Ирина Родимцева — директор Государственных музеев Московского Кремля, с 1992 года — Государственного историко-культурного музея-заповедника «Московский Кремль»;
- 2001 — Елена Гагарина — генеральный директор Государственного историко-культурного музея-заповедника «Московский Кремль».